# Гришаев, Сергей Эдуардович
Сергей Эдуардович Гришаев (род. 12 ноября 1961, Невельск, Сахалинская область, РСФСР, СССР) — советский и российский профессиональный баскетболист, игравший на позиции центрового. Ассистент главного тренера баскетбольного клуба «Зенит-2». Мастер спорта СССР международного класса.
Аспирант Института физической культуры и спорта им. П. Ф. Лесгафта.

## Карьера
Воспитанник сахалинского баскетбола (первый тренер В. Ф. Пикулик).
- «Автомобилист» Горький (1978/79, 1979/80)
- «Динамо» Москва (1980/81, 1981/82, 1988/89, 1989/90)
- «Спартак» Ленинград/Санкт-Петербург (1983/84 — 1987/88, март — май 1991, 2000/2001)
- «Имка» Финляндия (1990/91)
- «Флерус» Голландия (1991/1992)
- «Сан-Луи» Бельгия (1992/93)
- «Сунаир» Бельгия (сентябрь — декабрь 1993)
- «Эстудиантес» Аргентина (февраль — май 1994)
- «Статиба» Литва (1994/95)
- «Аквариус» Волгоград (1995/96)
- БК «Самара» (1996/97, 1997/98)
- «Комфорт» Польша (97/98)
- «Локомотив» Новосибирск (август — декабрь 1998)
- команда города Чэнду Китай (январь — февраль 1999)
- «Ювяскюли» Финляндия (март — май 1999)
- «Валферданж» Люксембург (сентябрь — декабрь 1999)
- «Ямбол» Болгария (2001/2002)

Тренировал команды:
- «Альянс-Автодор» Саратов (2003/2004)
- «ЕВРАЗ» Екатеринбург (2004)
- «Локомотив-Ростов-2» Ростов-на-Дону (2004/2006)

С 2008 по 2015 год работал в баскетбольном клубе «Спартак» (Санкт-Петербург).
С 2015 года работает в баскетбольном клубе «Буревестник» (Ярославль).
С января 2017 работает в ПСК «Сахалин».

## Достижения
- Двукратный серебряный (1981/82, 1990/91) и четырёхкратный бронзовый (1982/83, 1984/85 — 1986/87) призёр чемпионатов СССР
- Серебряный призёр чемпионата мира (1986)
- Чемпион Европы среди юниоров, серебряный призёр Универсиады
- Участник «Матча Всех Звезд России» (1996)
- Чемпион мира среди ветеранов (2005)